# Mistrzostwa Europy w Biegach Przełajowych 2003
10. Mistrzostwa Europy w Biegach Przełajowych – zawody lekkoatletyczne, które odbyły się w mieście Edynburg w Szkocji w roku 2003.

## Rezultaty

### Mężczyźni

#### Indywidualnie
| Medal  | Zawodnik                           | Rezultat  |
| Złoto  | Serhij Łebid · Ukraina             | 30'47 min |
| Srebro | Juan Carlos de la Ossa · Hiszpania | 31'08 min |
| Brąz   | Eduardo Henriques · Portugalia     | 31'15 min |

#### Drużynowo
| Medal  | Zawodnik   | Rezultat |
| Złoto  | Francja    | 47 pkt   |
| Srebro | Hiszpania  | 47 pkt   |
| Brąz   | Portugalia | 65 pkt   |

### Juniorzy

#### Indywidualnie
| Medal  | Zawodnik                  | Rezultat  |
| Złoto  | Jewgienij Rybakow · Rosja | 20'52 min |
| Srebro | Anatolij Rybakow · Rosja  | 20'52 min |
| Brąz   | Aleksiej Rieunkow · Rosja | 20'53 min |

#### Drużynowo
| Medal  | Zawodnik  | Rezultat |
| Złoto  | Rosja     | 20 pkt   |
| Srebro | Rumunia   | 31 pkt   |
| Brąz   | Hiszpania | 44 pkt   |

### Kobiety

#### Indywidualnie
| Medal  | Zawodnik                          | Rezultat  |
| Złoto  | Paula Radcliffe · Wielka Brytania | 22'04 min |
| Srebro | Elvan Abeylegesse · Turcja        | 22'13 min |
| Brąz   | Anikó Kálovics · Węgry            | 20'26 min |

#### Drużynowo
| Medal  | Zawodnik        | Rezultat |
| Złoto  | Wielka Brytania | 25 pkt   |
| Srebro | Irlandia        | 78 pkt   |
| Brąz   | Portugalia      | 84 pkt   |

### Juniorki

#### Indywidualnie
| Medal  | Zawodnik                             | Rezultat  |
| Złoto  | Inna Poluškina · Łotwa               | 15'32 min |
| Srebro | Snežana Kostić · Serbia i Czarnogóra | 15'57 min |
| Brąz   | Charlotte Dale · Wielka Brytania     | 16'04 min |

#### Drużynowo
| Medal  | Zawodnik        | Rezultat |
| Złoto  | Wielka Brytania | 32 pkt   |
| Srebro | Rosja           | 53 pkt   |
| Brąz   | Niemcy          | 63 pkt   |